# Kameda Szeidzsi
Kameda Szeidzsi (亀田誠治; Hepburn: Seiji Kameda; New York, 1964. június 3. –) japán zenei producer, hangszerelő és basszusgitáros.

## Élete
Kameda 1964. június 3-án született New Yorkban, azonban egyéves korában Japánba költöztek. Hároméves korában a nővérével zongoraleckéket vettek. 1970-ben Oszakába költöztek, egy évvel később beiratkozott a Csiszato Általános Iskolába. 1975-ben a bátyjával gitározni kezdett tanulni.
1976-ban Tokióba költözött, ahol hobbija lett az óceánon túlról érkező rádióhullámok befogása, hogy így nyugati stílusú zenét hallgathasson. 1977-ben a szobájából megkezdte a sugárzását a saját rádióadója, az FM Kameda. Három évvel később beiratkozott a Muszasi Középiskolába, majd megvette az első gitárját, egy Yamaha BB2000-et. 1984 elcserélte a Yamaháját egy Frettorra, majd megszerezte első Fender Jazz Bass basszusgitárját. 1987-ben sikeresen elvégezte a Vaszeda Egyetemet, majd elkezdett demókazettákat felvenni. Egy évvel később megkezdte a basszusgitárosi és hangszerelő-produceri pályafutását.
1999-ben hangszerelőként közreműködött Sheena Ringo japán énekesnő első két nagylemezeinek munkálataiban, amik hatalmas sikernek bizonyultak. Az albumok sikere révén számos felkérést kapott zeneszámok elkészítésére, amik közül számos szintén nagy siker lett. Kameda azóta többek között olyan előadókkal működött közre, mint a Spitz, Hirai Ken, Szuga Sikao, a Do As Infinity vagy Aki Angela. Számos zenész felvételein stúdiózenészként is hallható, illetve több szólóelőadó koncertegyüttesének is tagja volt.

## Kapcsolódó előadók
A következő listában olyan előadók szerepelnek, akiknek Kameda producerelt vagy hangszerelt dalokat.
| Név               | Szerep         |
| ----------------- | -------------- |
| Aki Angela        | Producer       |
| Aonisi Takasi     | Producer       |
| Aragaki Jui       | Producer       |
| Arai Akino        | Hangszerelő    |
| Ajaka             | Producer       |
| Ajasze Haruka     | Producer       |
| Chage             | Hangszerelő    |
| Chara             | Producer       |
| Denda Mao         | Producer       |
| Dómoto Cujosi     | Hangszerelő    |
| Fukada Kjóko      | Hangszerelő    |
| Fukuhara Miho     | Producer       |
| Hamaszaki Ajumi   | Hangszerelő    |
| Hanae             | Producer       |
| Haneda Erika      | Producer       |
| Hara Juko         | Producer       |
| Hata Motohiro     | Producer       |
| Hajaszaka Josie   | Producer       |
| Hirahara Ajaka    | Producer       |
| Hirai Ken         | Producer       |
| Hiroszava Tadasi  | Producer       |
| Horikava Szanae   | Producer       |
| Vivian Hsu        | Producer       |
| Issa              | Hangszerelő    |
| Izumikava Szora   | Producer       |
| Jabe Miho         | Producer       |
| Jano Maki         | Producer       |
| Jonekura Csihiro  | Producer       |
| Jonemura Hiromi   | Producer       |
| Juju              | Producer       |
| K                 | Producer       |
| Kimura Kaela      | Zeneszerző     |
| Koda Kumi         | Hangszerelő    |
| Kóda Mariko       | Producer       |
| Ku Reidzso        | Producer       |
| Kuno Sindzsi      | Producer       |
| May               | Producer       |
| Mijazava Kazufumi | Producer       |
| Morigucsi Hiroko  | Producer       |
| Nagaszaku Hiromi  | Producer       |
| Nakamura Ataru    | Producer       |
| nicco             | Producer       |
| Nisida Akihiko    | Producer       |
| Nisivaki Jui      | Producer       |
| Numata Szohei     | Producer       |
| Szakamoto Maaya   | Basszusgitáros |
| Sheena Ringo      | Hangszerelő    |
| Simizu Sóta       | Producer       |
| Simokava Mikuni   | Producer       |
| siori             | Producer       |
| Szoma Hiroko      | Producer       |
| Szuga Sikao       | Producer       |
| Szugimoto Rie     | Producer       |
| Szuzuki Jukari    | Producer       |
| Takahasi Jumiko   | Producer       |
| Takano Hirosi     | Producer       |
| Tane Tomoko       | Hangszerelő    |
| Tange Szakura     | Producer       |
| Tanimura Jumi     | Producer       |
| Tetsu69           | Producer       |
| Tomoszaka Rie     | Producer       |
| Cujuzaki Harumi   | Producer       |
| Ucsida Juki       | Producer       |
| Uemura Kana       | Producer       |
| Vatanabe Anne     | Producer       |
| Wise              | Producer       |
| Yuki              | Producer       |

| Név                          | Szerep                |
| ---------------------------- | --------------------- |
| 175R                         | Producer              |
| Bank Band                    | Basszusgitáros        |
| The Boom                     | Producer              |
| Breath                       | Producer              |
| Cannabis                     | Producer              |
| Charcoal Filter              | Producer              |
| Chatmonchy                   | Producer              |
| Checkicco                    | Producer              |
| Clammbon                     | Producer              |
| Coco                         | Producer              |
| Cune                         | Producer              |
| Dew                          | Producer              |
| Do As Infinity               | Producer              |
| Elephant Kashimashi          | Producer              |
| Emi with Mori Kame Hashi     | Basszusgitáros        |
| ET-King                      | Producer              |
| Every Little Thing           | Producer              |
| The Flare                    | Producer              |
| Flow                         | Producer              |
| Flower Companyz              | Producer              |
| FoZZtone                     | Producer              |
| Fujifabric                   | Producer              |
| Fúmidó                       | Producer              |
| Funky Monkey Babys           | Producer              |
| Fuzzy Control                | Producer              |
| Giraffe                      | Producer              |
| Gospellers                   | Producer              |
| Hara-Fúmi (Hara Juko×Fúmidó) | Producer              |
| Ikimono-gakari               | Producer              |
| Juzu                         | Producer              |
| Kórin                        | Producer              |
| L’Arc-en-Ciel                | Hangszerelő           |
| Lita                         | Producer              |
| Lucifer                      | Producer              |
| Macuszen                     | Producer              |
| Merengue                     | Producer              |
| Missile Innovation           | Producer              |
| Miyavi vs Kreva              | Producer              |
| Nazca                        | Producer              |
| Natural High                 | Producer              |
| Nico Touches the Walls       | Producer              |
| Noanova                      | Producer              |
| Over the Dogs                | Producer              |
| Pierrot                      | Producer              |
| Plastic Tree                 | Producer              |
| Porno Graffitti              | Basszusgitáros        |
| Puffy AmiYumi                | Producer              |
| Ribbon                       | Producer              |
| Rock’a’Trench                | Producer              |
| Scandal                      | Producer, hangszerelő |
| Szekaiicsi                   | Producer              |
| Sophia                       | Producer              |
| Spitz                        | Producer              |
| The Strange Drama            | Producer              |
| Stars                        | Producer              |
| The Three                    | Producer              |
| Tokió dzsihen                | Basszusgitáros        |
| Two of Us                    | Producer              |
| Under the Counter            | Producer              |
| Weaver                       | Producer              |
| YamaArashi                   | Producer              |